# Никлаус, Андре
Андре Никлаус (нем. André Niklaus; род. 30 августа 1981, Берлин) — немецкий легкоатлет, специалист по многоборьям. Выступал за сборную Германии по лёгкой атлетике в 1999—2009 годах, чемпион мира в семиборье, серебряный призёр Кубка Европы в командном зачёте, победитель и призёр первенств национального значения, участник летних Олимпийских игр в Пекине.

## Биография
Андре Никлаус родился 30 августа 1981 года в Берлине. Сын известной фехтовальщицы Манди Никлаус, участницы Олимпийских игр 1980 года в Москве.
Занимался лёгкой атлетикой в столичном клубе «Пройсен Берлин», проходил подготовку под руководством Райнера Поттеля.
Впервые заявил о себе на международном уровне в сезоне 1999 года, когда вошёл в состав немецкой национальной сборной и выступил на юниорском европейском первенстве в Риге, где в программе десятиборья стал четвёртым.
В 2000 году побывал на юниорском мировом первенстве в Сантьяго, откуда привёз награду бронзового достоинства, выигранную в десятиборье.
В 2001 году занял 12-е место на международных соревнованиях Hypo-Meeting в Австрии, одержал победу на молодёжном европейском первенстве в Амстердаме.
В 2003 году был лучшим на молодёжном европейском первенстве в Быдгоще, показал восьмой результат на чемпионате мира в Париже.
В 2004 году на Кубке Европы по легкоатлетическим многоборьям в Таллине стал четвёртым в личном зачёте и помог своим соотечественникам выиграть серебряные медали мужского командного зачёта.
На чемпионате мира 2005 года в Хельсинки был четвёртым в десятиборье.
В 2006 году на чемпионате мира в помещении в Москве превзошёл всех соперников в семиборье и завоевал золотую медаль, установив при этом свой личный рекорд в данной дисциплине — 6192 очка.
На чемпионате мира 2007 года в Осаке с личным рекордом в 8371 очко стал пятым.
Благодаря череде удачных выступлений удостоился права защищать честь страны на летних Олимпийских играх 2008 года в Пекине — набрал в сумме всех дисциплин десятиборья 8220 очков, расположившись в итоговом протоколе соревнований на восьмой строке (впоследствии в связи с дисквалификацией россиянина Александра Погорелова поднялся до седьмой позиции).
После пекинской Олимпиады Никлаус остался в составе легкоатлетической команды Германии на ещё один олимпийский цикл и продолжил принимать участие в крупнейших международных стартах. Так, в 2009 году он выступил на чемпионате Европы в помещении в Турине, где занял пятое место в семиборье.
В 2011 году на закате спортивной карьеры впервые стал чемпионом Германии в десятиборье.